# Partie par million
Pour les articles homonymes, voir PPM et Partie.

Visualisation de 1%, 1‰, 1‱ et 1 ppm comme étant le point rouge sur le grand cube

La partie par million (le ppm), terme beaucoup utilisé en sciences (toxicologie, formulation, chimie, métallurgie, électronique, géochimie, dentisterie, etc.), est la fraction valant 10–6, c'est-à-dire un millionième.
- On utilise surtout le ppm pour exprimer une fraction massique (1 ppm = 1 mg/kg)[b].
- Pour exprimer une fraction volumique on précise « partie par million en volume » (ppmv ; 1 ppmv = 1 μL/L)[b].
- Quand dans un même texte on considère à la fois des fractions massiques et volumiques on peut préciser ppmm (ou ppmp) au lieu de ppm pour les « parties par millions en masse » (ou « en poids »)[c].
- On peut trouver le ppm utilisé pour une fraction molaire (1 ppm = 1 µmol/mol). Normalement le contexte devrait alors l'indiquer clairement.

Pour des fractions plus petites que le ppm on peut utiliser :
- le ppb, part per billion (« partie par milliard »)[d], égal à 10–9 : 1 ppb = 1 μg/kg ;
- le ppt, part per trillion (« partie par billion »)[d],[e], égal à 10–12 : 1 ppt = 1 ng/kg ;
- le ppq, part per quadrillion (« partie par billiard »)[f], égal à 10–15 : 1 ppq = 1 pg/kg.

## Protocole pour les concentrations de liquides
La dilution s'effectue par rapport à un volume total de solution. Pour une dilution à 1 ppm, il faut placer un milligramme de poudre dans une éprouvette, puis compléter jusqu'au trait de jauge de 1 000 mL ou plus rigoureusement ajouter 999,999 g d'eau.
Pour être plus précis la densité de l'eau est l'exception des autres liquides, il faut savoir qu'un kilogramme est exactement la masse d'un litre d'eau quand la température est de 4 °C. Comme pour les autres liquides, sa densité varie selon la température. À 20 °C, un mètre cube d'eau a une masse de 998,207 1 kg.

## Autres utilisations

### Climatologie
Les taux de concentration en CO2 (ainsi que d'autres gaz à effet de serre) sont souvent exprimés en parties par million. En revanche, les quantités émises sont formulées en milliard de tonnes.

### Taux de défaillance
Dans le domaine de la qualité, notamment dans les secteurs de l'automobile et de l'aéronautique, le ppm est habituellement utilisé comme indicateur du niveau qualité. Il mesure le nombre de pièces non conformes par millions de pièces produites, aussi appelé DPMO. Les automobiles sont des machines complexes, et la défaillance d'un seul élément engendre dans la plupart des cas la défaillance du véhicule lui-même. La seule possibilité de réduire le risque de défaillance à niveau acceptable consiste à atteindre le niveau de qualité le plus haut possible sur chacune des pièces assemblées. Ceci concerne en particulier l'électronique contenue dans les calculateurs.
Pour atteindre ce niveau de qualité élevé, il est impératif d'atteindre également une maîtrise complète des processus de fabrication. La mesure de la qualité des pièces produites par ces processus (et donc — indirectement — la mesure de la fiabilité et de la constance de ce processus) se fait en termes de ppm. Les constructeurs automobiles exigent de la part de leurs fournisseurs (sous-traitants, équipementiers) un « niveau de ppm » relativement bas.
Même si l'exigence générale reste le « zéro défaut », les constructeurs autorisent parfois contractuellement un taux de défaillance, de l'ordre de 5 à 50 ppm selon les produits, et dans la mesure où ces défaillances potentielles seront détectées durant les étapes d'assemblage du véhicule, donc avant sa mise en circulation.
Un processus d'assurance qualité important est nécessaire, pour atteindre les niveaux de qualité requis par les constructeurs. Ceci se fait, par exemple, par la mise en place d'outils tels que la maîtrise statistique des procédés et le calcul des « capabilités process » (Cpk, Ppk, etc.).

### Électronique
En électronique, le ppm est fréquemment utilisé pour exprimer la dérive d’un paramètre en fonction de la variation d’une grandeur physique, par exemple : la température (coefficient de température en ppm/°C,), la tension (coefficient de tension en ppm/V), le courant (ppm/A), etc.